# Labidosaurus
Labidosaurus je rod dávno vyhynulého anapsidního plaza, žijícího v období prvohorního permu (asi před 280 až 270 miliony let) na území současné Severní Ameriky (na území států Oklahoma a Texas). Formálně byl popsán paleontologem Edwardem D. Copem v roce 1896.

## Popis

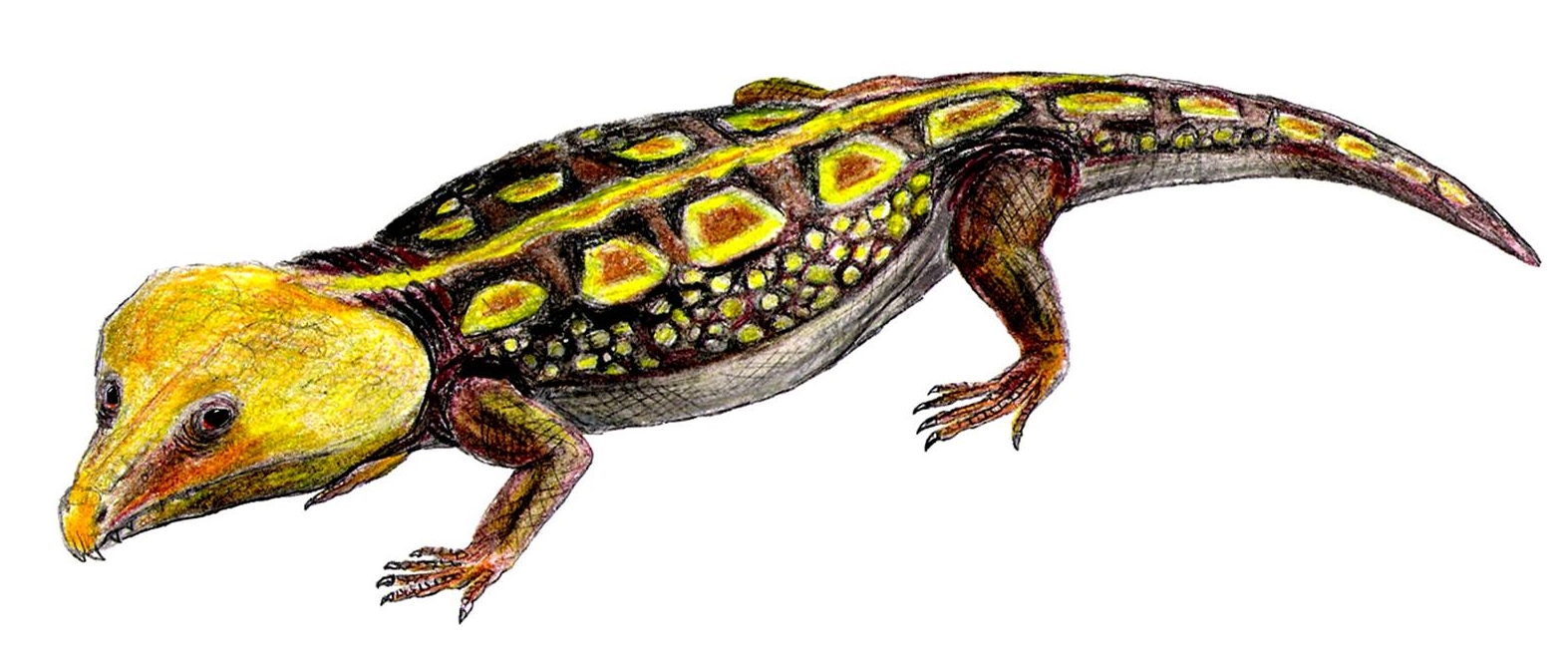
Labidosaurus – rekonstrukce vzezření.

Labidosaurus byl poměrně robustně stavěn, měl velkou trojúhelníkovitou hlavu a dosahoval délky kolem 75 až 90 centimetrů. V tlamě měl řadu ostrých, kuželovitých zubů, sloužících k mechanickému zpracování potravy. Pravděpodobně se jednalo o všežravce.
V roce 2011 byl objeven fosilní fragment čelisti labidosaura, ve kterém byly zjištěny stopy osteomyelitidy. Ta byla zřejmě důsledkem bakteriální infekce v místě vylomeného zubu.